# Domenico Fontana

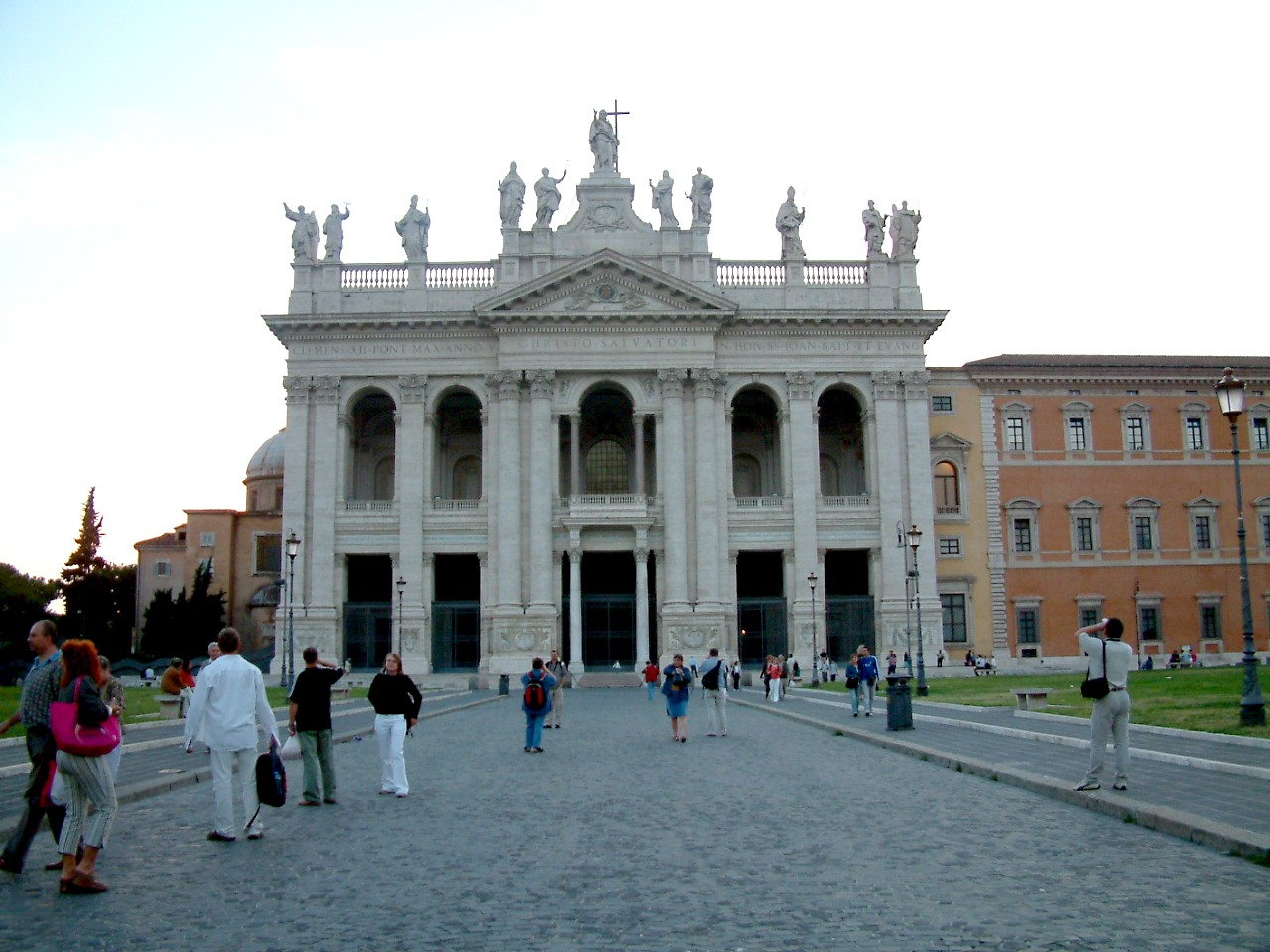
Bazylika św. Jana na Lateranie

Domenico Fontana (ur. 1543 w Melide nad jeziorem Lugano (Szwajcaria), zm. 1607 w Neapolu) – tesyński architekt tworzący w okresie późnego renesansu.

## Życiorys
Studiował w Rzymie architekturę starożytną i współczesną. Pierwszą pracę wykonał na zlecenie kardynała Montalto (późniejszego papieża Sykstusa V) - wybudowanie Cappella del Prespio (znanej również jako kaplica Sykstyńska) w bazylice Santa Maria Maggiore (1584). Następnym jego dziełem był pałac Montalto w pobliżu bazyliki Santa Maria Maggiore.
Po wyborze na papieża kardynał Montalto ustanowił Fontanę architektem bazyliki św. Piotra. W bazylice zaprojektował on m.in. latarnie na kopule bazyliki. Ważne prace wykonał także w bazylice św. Jana na Lateranie, m.in. fasadę północnego ramienia transeptu. Ponadto znanymi dziełami Fontany są kościół Santa Trinita dei Monti, gmach Biblioteki Watykańskiej oraz pałac na Kwirynale.
Po śmierci papieża Sykstusa V, jego następca Klemens VIII, niezadowolony ze stylu Domenico i obciążając go zarzutami o nieprawidłowe zarządzanie powierzonymi funduszami, zwolnił Fontanę z posady architekta bazyliki św. Piotra. Przeniósł się on wówczas do Neapolu, gdzie zaprojektował m.in. pałac Reale. Zmarł w wieku 63 lat w Neapolu. Jest uważany za ojca nowożytnej urbanistyki.

## Najważniejsze wydarzenia
- 1563 – papież Sykstus V mianował Domenico Fontanę architektem bazyliki św. Piotra w Rzymie
- 1584 – wybudowanie kaplicy Sykstyńskiej
- 1586 – rozpoczęcie budowy pałacu Laterańskiego
- 1587 – papież Sykstus V zleca architektowi budowę nowego budynku biblioteki w Watykanie. W tym budynku biblioteka mieści się do dziś.